# Vương Cơ Trử
Vương Cơ Trử (tiếng Mãn: ᠸᠠᠩᡤᡳᠨᡠ, chuyển tả: Wangginu, phiên âm: Wangginu, giản thể: 王机褚; phồn thể: 王機褚; bính âm: Wángjīzhǔ), cũng gọi Vương Cát Nỗ (王吉砮), Nạp Lạt thị, Bối lặc đầu tiên của Huy Phát.

## Cuộc đời
Vương Cơ Trử là con trai của Tề Nột Căn Đạt Nhĩ Hán, xuất thân từ gia đình hào tộc Nữ Chân, tằng tổ là Lạp Cáp, tổ phụ Cát Cáp Thiện Giai là Đô đốc.
Sáp nhập các bộ lạc lân cận, ông cho bộ lạc định cư tại núi Hỗ Nhĩ Kỳ gần sông Huy Phát, đặt hiệu là "Huy Phát". Huy Phát sơn thành có địa thế hiểm trở, và khá kiên cố. Bộ lạc Sát Cáp Nhĩ (Chahar) của Mông Cổ do Trác Tát Khắc Đồ Thổ Môn Hãn khi dẫn quân đến đánh Huy Phát sơn thành đã thất bại.
Trưởng tử của Vương Cơ Trử là Lạp Đan Đạt Nhĩ Hán mất từ trước, sau khi Vương Cơ Trử bệnh mất, cháu trai là Bát Âm Đạt Lý đã giết chết 7 thúc, tự lập làm Bối lặc.

## Hậu duệ

### Con trai
Vương Cơ Trử có tổng cộng 8 con trai
- Trưởng tử: Lạp Đan Đạt Nhĩ Hán (拉丹达尔汉)
- Cổ Lộc Tốn (古禄逊)
- Mã Đại (玛玳)
- Mã Nạp Hải Cáp Tư Hô (玛纳海哈思瑚)
- Bát tử: Hô Tích Bố (瑚锡布)